# Aneboda
Aneboda är en by belägen fyra kilometer sydväst om Lammhult i norra änden på Kronobergs län i Småland. Aneboda är kyrkbyn i Aneboda socken med Aneboda kyrka belägen vid sjön Stråken.
Området är en typisk småländsk jordbruksbygd, med blandning av skog, åker och sjö.